# Enulius
Enulius — рід змій родини полозових (Colubridae). Представники цього роду мешкають в Мексиці, Центральній і Південній Америці.

## Види
Рід Enulius нараховує 4 види:
- Enulius bifoveatus McCranie & G. Köhler, 1999
- Enulius flavitorques (Cope, 1868)
- Enulius oligostichus H.M. Smith, Arndt & Sherbrook, 1967
- Enulius roatanensis McCranie & G. Köhler, 1999

## Етимологія
Наукова назва роду Enulius походить від сполучення слів дав.-гр. ενα — один і ουλη  — рана, шрам.